# 河内广播电视台
河内广播电视台（越南语：／），是一家位於越南河内市的国营廣播電視播出機構，以河内市为主要播出地区。

## 历史沿革
河内广播电视台的前身河内广播电台（Đài Hà Nội）成立于1954年10月14日，是北越创立较早的广播电台之一。1977年，河内广播电台的調幅信號开始由越南之声广播电台位於河内市慈廉县米池社（今河内市南慈廉郡米池坊）的电波塔發射，頻率為500千赫茲:56。1979年1月，开始播出电视节目:16。1989年8月，河内广播电台更名为河内广播电视台:58，延續至今。
2004年起，河内广播电视台的节目开始透过其官网“河内在线”（Hanoi Online）在线播出，2008年，河西省全省并入河内市，该省喉舌河西广播电视台（Đài phát thanh - truyền hình Hà Tây）亦同步并入河内广播电视台，参与组建河内广播电视台的第二條電視頻道。
2013年11月10日，河内广播电视台传送播出技术中心和无线电发射塔在慈廉县米池社竣工，并于同年投入运行。
2016年，河内广播电视台旗下兩條電視頻道H1，H2開始播出高畫質電視，不再播出模拟地面电视频道。

## 节目
河内广播电视台是越南河内市人民委员会直属的事业单位，承担全市广播电视的管理任务，河内市人民委员会负责举办，越南之声广播电台、越南国家电视台等中央政府机关则提供专业技术指导。有资格组织编排制作广播电视节目，以服务越南共产党、越南各级政府的政治宣传。该台第一频道也跟越南其他省级广播电视台一样，在每天晚上7点转播越南国家电视台的《时事》新闻节目。河內廣播電視台還擁有自製新聞節目《河內時事》（Thời sự Hà Nội），以報導河內市的地方新聞。
在开播之初，河内广播电视台借用越南国家电视台的时段播放自己的节目，当时的节目多为新闻及政治宣传:16。进入21世纪后，其他自制节目的比重也有所增加:25-29。该台与中国云南电视台合作拍摄了《今日越南》、电视剧《两国将军》以及纪录片《百年滇越铁路》等节目:38。

## 频道列表
河内广播电视台现拥有电视频道2条，广播电台频率2条。其电视频道亦已经透过有线电视系统覆盖越南全国大部分地区。

### 电视频道
| 頻道名稱           | 语言   | 广播格式  | 啟播時間   | 频道前身       | 備註         |
| 新闻综合频道（H1） | 越南语 | HD: 1080i | HD: 2016年 |                | [ 14 ]       |
| 科教娱乐频道（H2） | 越南语 | HD: 1080i | HD: 2016年 | 河西广播电视台 | [ 7 ] [ 15 ] |

### 電台頻率
| 频道名称（广播） | 频率      | 参考   |
| ---------------- | --------- | ------ |
| 交通资讯广播（Tin tức và Giao thông Hà Nội） | FM 90 MHz | [ 16 ] |
| 新闻综合广播（Thời sự tổng hợp Hà Nội） | FM 96 MHz | [ 17 ] |